# Макартур (река)
Макартур (англ. McArthur) — река Северной территории Австралии, впадает в залив Карпентария в Порт-Макартуре, напротив группы островов сэра Эдварда Пеллью.

## История
Река была названа немецким путешественником, геологом и исследователем Австралии Людвигом Лейхгардтом, когда он исследовал этот район в 1845 году, в честь австралийского политика Джеймса Макартура (1798—1867) и семьи Макартуров из Камдена (Новый Южный Уэльс), которые были активными сторонниками его экспедиции. Река Макартур играет большую роль в жизни местных общин аборигенов, которые используют её для рыбалки и других традиционных видов деятельности.

## Описание
Бассейн реки Макартур покрывает 20 010 км². и расположен между водосборным бассейном реки Рози на севере, рекой Лиммен-Байт на востоке, водосбором реки Баркли на юге и водосбором реки Робинсон на западе. Среднегодовой сток составляет 3,27 км³ в год. Исток рек расположен на северной окраине плато Баркли. Притоки реки — ручей Тоогангини и реки Килгур и Клайд.
Река имеет длинный приливный эстуарий, который простирается внутри страны до города Борролула. Устье находится в почти нетронутом человеческой деятельностью состоянии. и является частью важной зоны обитания птиц в системе приливных водно-болотных угодий Порт-Макартура.